# Лёгкая атлетика в Крыму

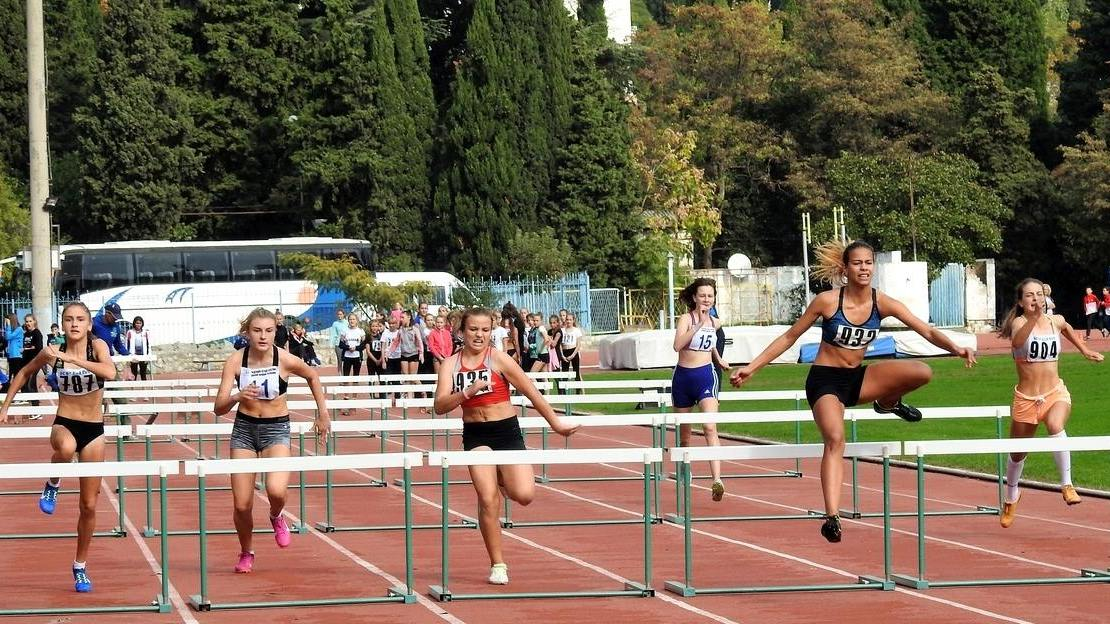
Бег с барьерами в Ялте, 2018 год

Лёгкая атлетика в Крыму появилась на территории полуострова в эпоху античности и развивалась в Херсонесе Таврическом. Сейчас организацией лёгкой атлетики занимается Крымская республиканская федерация лёгкой атлетики и Федерация лёгкой атлетики Севастополя, которые не являются членами Всероссийской федерации лёгкой атлетики.
На Олимпийских играх 1952 года в Хельсинки выступила Евгения Сеченова из Севастополя, ставшая первым легкоатлетом в истории Олимпийского движения, который родился в Крыму. Лучшими результатными крымчан на Олимпиаде в лёгкой атлетике являются четвёртое место, занятое Еленой Белевской (Митяевой) и Алексем Сокирским.
Действующей рекордсменкой Украины с 1984 года в беге на 1500 метров является Надежда Раллдугина, уроженка Ленинского района Крыма.
В зимнее время года соревнования в Крыму проходят на базе легкоатлетического манежа имени Т. Ф. Корнева факультета физической культуры и спорта Таврического национального университета имени В. И. Вернадского (сейчас — Таврической академии Крымского федерального университета).

## История

### Античность

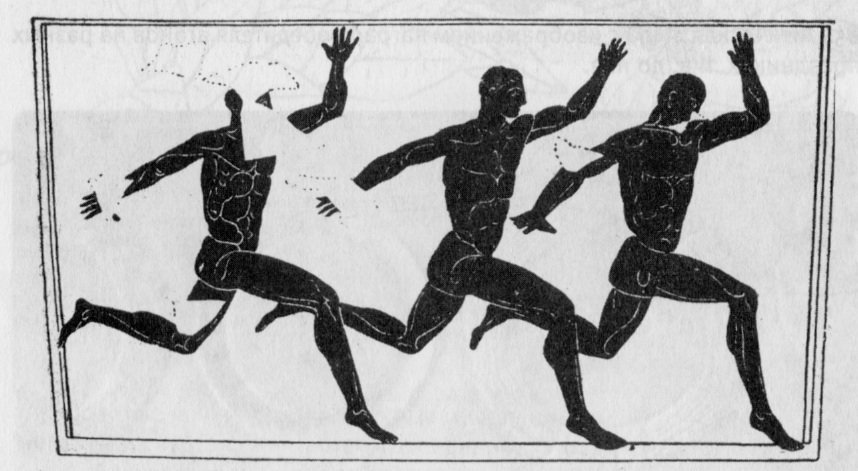
Состязание в беге на панафинейской амфоре из кургана Ак-Бурун близ Пантикапея

Первые упоминания о лёгкой атлетике на территории Крыма относятся к эпохе античности, когда различные упражнения и соревнования культивировались в Херсонесе Таврическом. На одной из плит, найденной в древнегреческом полисе, высечены имена победителей в различных дисциплинах: Диокл — победитель в спринте и Антилох — в беге на длинные дистанции. Также легкоатлетические дисциплины входили в программу обучения в гимнасие.
На херсонеских спортивных соревнованиях были представлены бег на короткие и длинные дистанции, метание копья и диска.

### Российская империя
В Таврической губернии лёгкая атлетика начинает развиваться в начале XX века в кружках любителей спорта. В частности она практиковалась в Севастопольском кружке любителей спорта (СКЛС), организованном в 1911 году. В это время занятия атлетикой имели сезонный характер и проводились с марта по октябрь.
С началом Первой мировой войны создавались военно-спортивные комитеты, которая входили в тесную связь со спортивными обществами и кружками. В Балаклаве 5 июля 1916 года состоялся бег на 1 версту 310 саженей среди 18 допризывников военно-спортивного комитета. Первые четыре места заняли воспитанники Севастопольского технического железнодорожного училища. Победителем забега стал Сергей Случанко, победив на дистанции за 5 минут 55 секунд. Под эгидой Севастопольского кружка любителей спорта соревнования по лёгкой атлетике проходили и в годы гражданской войны.

### СССР

#### В составе РСФСР
С установлением советской власти лёгкая атлетика продолжала развиваться среди участников спортивных отделений при профсоюзах. Лёгкая атлетика была частью состязаний на Всекрымской спартакиаде с 1923 года, а в 1926 году она была включена в программу Спартакиад Черноморского флота. По данным Высшего совета физической культуры Крыма к 1927 году лёгкой атлетикой на полуострове занималось более 1200 человек.
На Всесоюзной Спартакиаде 1928 года была представлена сборная Крымской АССР. В беге на 10 км Эрро из крымского общества «Динамо» занял 17 место, а его одноклубник Сергеев стал девятым в ходьбе на 10 км. Медалями на Всеукраинской Спартакиаде 1929 года в Харькове отметились крымчане Евдокимов (серебро в прыжках в высоту) и Красников (серебро в прыжках с места).
В конце 1930-х в Крыму проводился кросс имени Шверника. В 1938 году состоялась Крымская колхозная спартакиада имени XX-летия ВЛКСМ и Всекрымская спартакиада физкультурников овощных совхозов. Газетой «Красный Крым» организовывалась военизированная эстафета.
На соревнованиях общества «Динамо» по лёгкой атлетике 1938 года в Москве сборная Крыма заняла 13 место среди 42 участников. Во время показательного выступления спортивного общества «Медик» 27 апреля 1941 года в Симферополе были представлены сильнейшие советские атлеты — Георгий Знаменский, Мария Шаманова и Станислав Пржевальский. Одним из лучших легкоатлетов Крыма того времени был Александр Канаки, становившийся девять раз чемпионом СССР.
После окончания Великой Отечественной войны в Крыму возобновились легкоатлетические соревнования. В 1946 году на первенстве Крыма по лёгкой атлетике выступило 140 спортсменов. На сбор в Ялту в апреле 1947 года съехалось 70 тренеров и 30 кандидатов в сборную РСФСР. Участники сбора провели показательный кросс на городском стадионе.

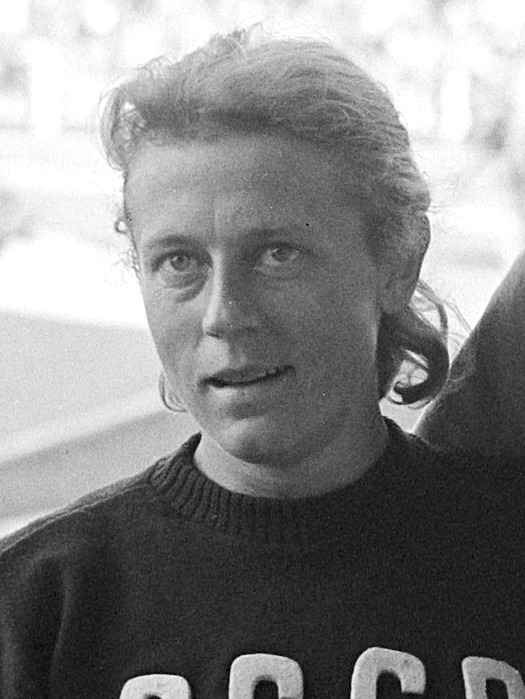
Евгения Сеченова

Двукратной чемпионкой Европы 1946 года и участницей первых для Советского Союза Олимпийских игр 1952 года была уроженка Севастополя Евгения Сеченова. В 1947 году команда крымских спортсменов впервые выступила на советском первенстве по кроссу, который проходил в Симферополе, и заняла 19 место. Развитию лёгкой атлетики после окончания войны способствовал Сергей Адамович Розенцвайг, подготовивший Трудослава Шафранского, ставшего чемпионом России по метанию гранаты и являвшегося рекордсменом полуострова в метании диска, копья и ядра (1949—1950). Тренер Николай Алексеевич Семёнов воспитал Тита Корнева (чемпиона РСФСР в беге на 400 и 800 метрах) и Ю. А. Мищенко (серебряного призёра РСФСР в прыжках в высоту). Евгений Иванович Гнездевич работал с мастерами спорта Валентиной Вовк (прыжки в длину) и Виктором Барановым (тройной прыжок).
Кроме того, на полуострове трудились такие легкоатлетические специалисты как Н. Колесниченко, Л. Никольский, Г. Шевченко (Симферополь), А. Брудник, Воронин (Ялта), Н. Сухонос (Севастополь) и Н. Неумывака (Евпатория).

#### В составе Украинской ССР
После передачи Крымской области из состава РСФСР в состав УССР местные спортсмены начали выступать на всеукраинских забегах. В 1958 году в Симферополе состоялось лично-командное первенство Украинской СССР, где приняло участие более 700 легкоатлетов. На всесоюзной спартакиаде школьников 1956 года победу одержал учащийся Керченской школы фабрично-заводского обучения Валерий Булышев, которого там заметили ленинградские тренеры. Впоследствии он в 1962 году принесёт Советскому Союзу серебро чемпионата Европы на 800 метрах и выступит на двух олимпийских игр (1960 и 1964).

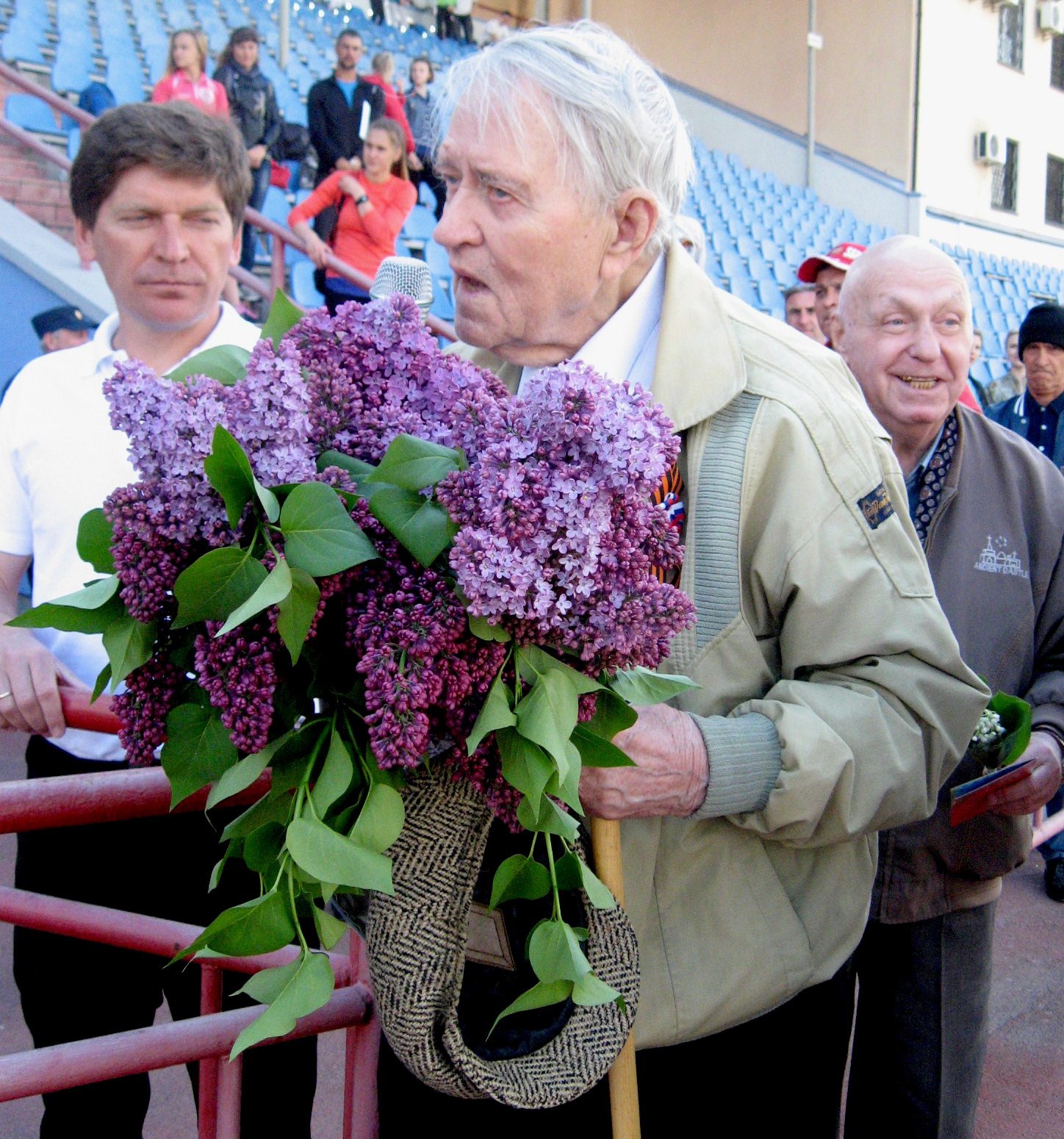
Тит Корнев

В 1960-е годы лёгкая атлетика на полуострове развивалась в обществах «Спартак» (тренер — В. П. Свиридов) и «Авангард» (тренеры — Д. Левенко и А. Будина), а также на факультете физического воспитания Симферопольского государственного университета (тренеры-преподаватели — Т. Корнев, Ф. Тараканов, В. Белобаба). В Севастополе в это время работали В. Г. Ружинский, Добровольский, В. И. Макаренко, Н. И. Сухонос, в Керчи — В. Ф. Козачек, А. Г. Кривенко, а в Ялте — Кисельбренер и Козак. На «Матчах городов» в 1960-е — 1980-е годы успешно выступали представители Симферополя, Севастополя, Керчи и Ялты.
Сборная Крыма образца 1964 года была чемпионом Украинской ССР в эстафете 4 по 1,5 км. Тогда в её состав входили Н. Драчев, П. Бужинскас, В. Лопатин и А. Дубовик. Бронзовую медаль сборная Крымской области завоевала на чемпионате Украинской ССР 1966 года на стадионе «Авангард» в Ялте. В 1970 году Евпатория принимала чемпионат Украинской ССР по легкоатлетическому кроссу.
Более 500 легкоатлетов вышло на старт Спартакиады Симферопольского района в 1972 году. Участником Олимпийских игр 1972 года в Мюнхене был евпаториец Евгений Волков. Первенство Украины по легкоатлетическому кроссу 1973 года проходило на берегу Мойнакского озера в Евпатории. В 1973 году Евпатория также принимала 530 участников чемпионата СССР по легкоатлетическому кроссу и бегу на 30 км и проходившие впервые соревнования по ходьбе.

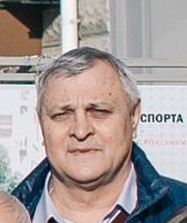
Анатолий Решетняк

Преподаватель факультета физического воспитания Симферопольского университета Фёдор Ильич Тараканов стал основоположником школы метания молота и копья на полуострове. Его учеником был Василий Ершов из города Саки, занявший шестое место на Олимпийских играх 1976 года. С 1960-х годов в Евпатории работали специалисты О. Великородный, А. Ф. Агутин и Н. Авакумова. Воспитанница последней Елена Митяева (Белевская) выступила на Олимпийских играх 1988 года в Сеуле, где в прыжках длину показала результат 7,32 метра. В Евпатории, кроме Митяевой, начинали свой спортивный путь будущие участники Олимпийских игр 1980 года в Москве Игорь Дугинец (метание копья) и Анатолий Решетняк (бег на 800 метров). На соревнованиях в память В. П. Куца в Москве в 1978 году Решетняк в составе советской сборной установил мировой рекорд в эстафете 4 по 800 метров, который до этого в течение 10 лет принадлежал команде Кении.
Основателем ДЮСШ в Саках стал Я. Любиковский, специализировавшийся на метаниях. В 1980-е керченский специалист Ю. А. Ведерников подготовил победительницу игр «Дружба-84» Надежду Раллдугину и участницу Олимпийский игр 1988 года, рекордсменку СССР в марафонском беге Тататьяну Половинскую (Джабраилову). Раллдугина в 1982 году установила рекорд Европы в беге на одну милю, который составлял 4 минуты 28,46 секунды. Служивший на Черноморском флоте Анатолий Печерица становился бронзовым призёром зимнего чемпионата СССР в беге на 600 и 800 метрах.
Спортивной ходьбой женщины начали заниматься на полуострове в конце 1970-х годов. Студентка Симферопольского госуниверситета Наталья Ярошенко на зимнем чемпионате СССР 1984 года по ходьбе показала седьмой результат.
В 1985 году Владимир Иванович Беликов с факультета физического воспитания Симферопольского университета защитил в Москве диссертацию на тему «Особенности проявления взаимосвязи двигательных качеств и техники в беге с максимальной скоростью у детей школьного возраста».
Серебряной призёршей чемпионата мира 1987 года в Риме и участницей Олимпийских игр 1988 года в Сеуле являлась Елена Белевская из Евпатории.

### Украина

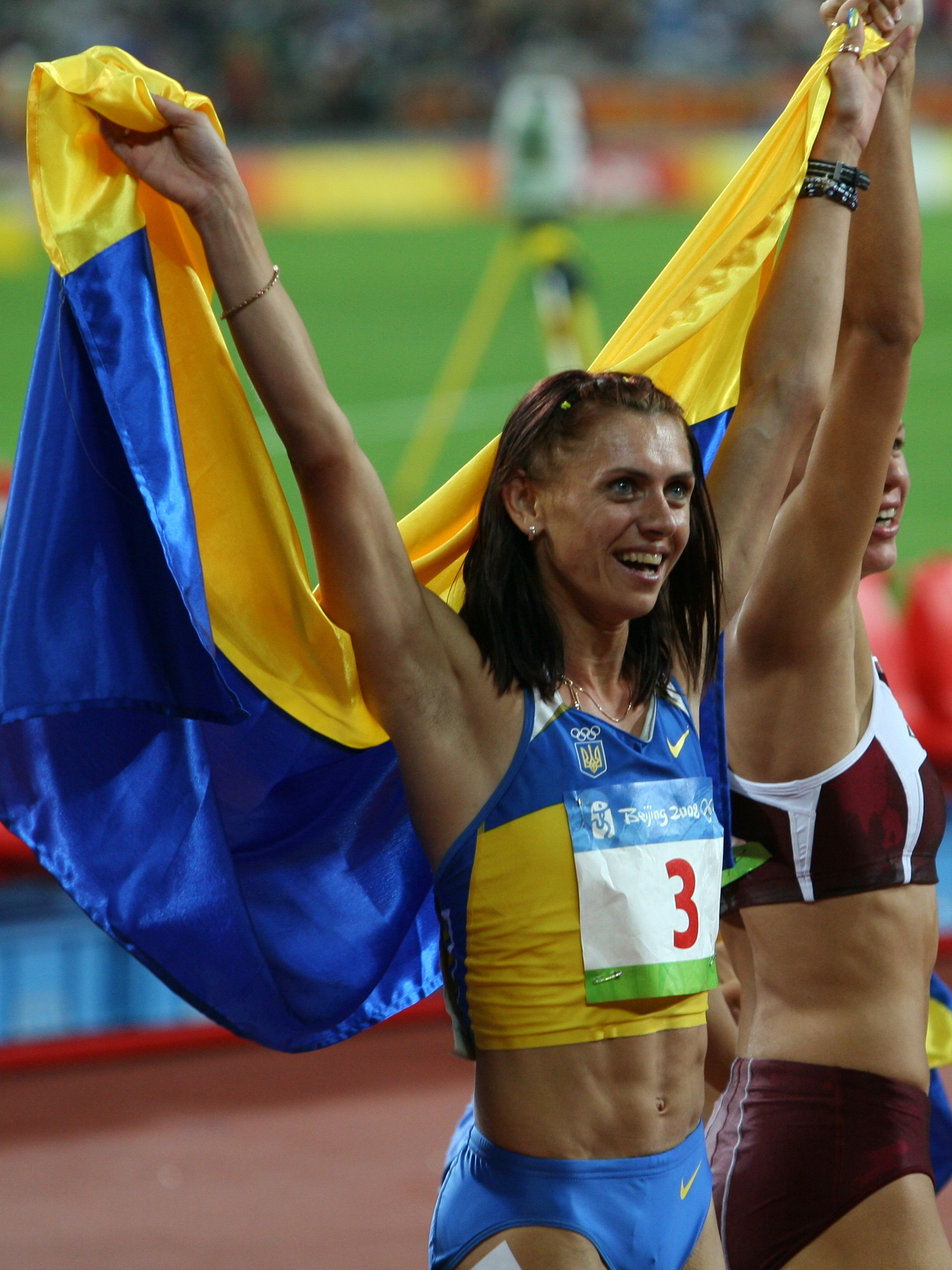
Людмила Блонская

Лучшие результаты в 1990-х годах показывали Анна Педан (бег на 5 км, Александр Мокринский (бег на 5 км) и В. Демидова (марафон). На дебютных для Украины Олимпийских играх 1996 года в Атланте выступила крымчанка Яна Мануйлова. На Олимпиадах 2000 и 2004 годов участвовал уроженец села Золотое Поле Кировского района Евгений Зюков. Также в 2004 году в Афинах выступал симферополец Сергей Демидюк.

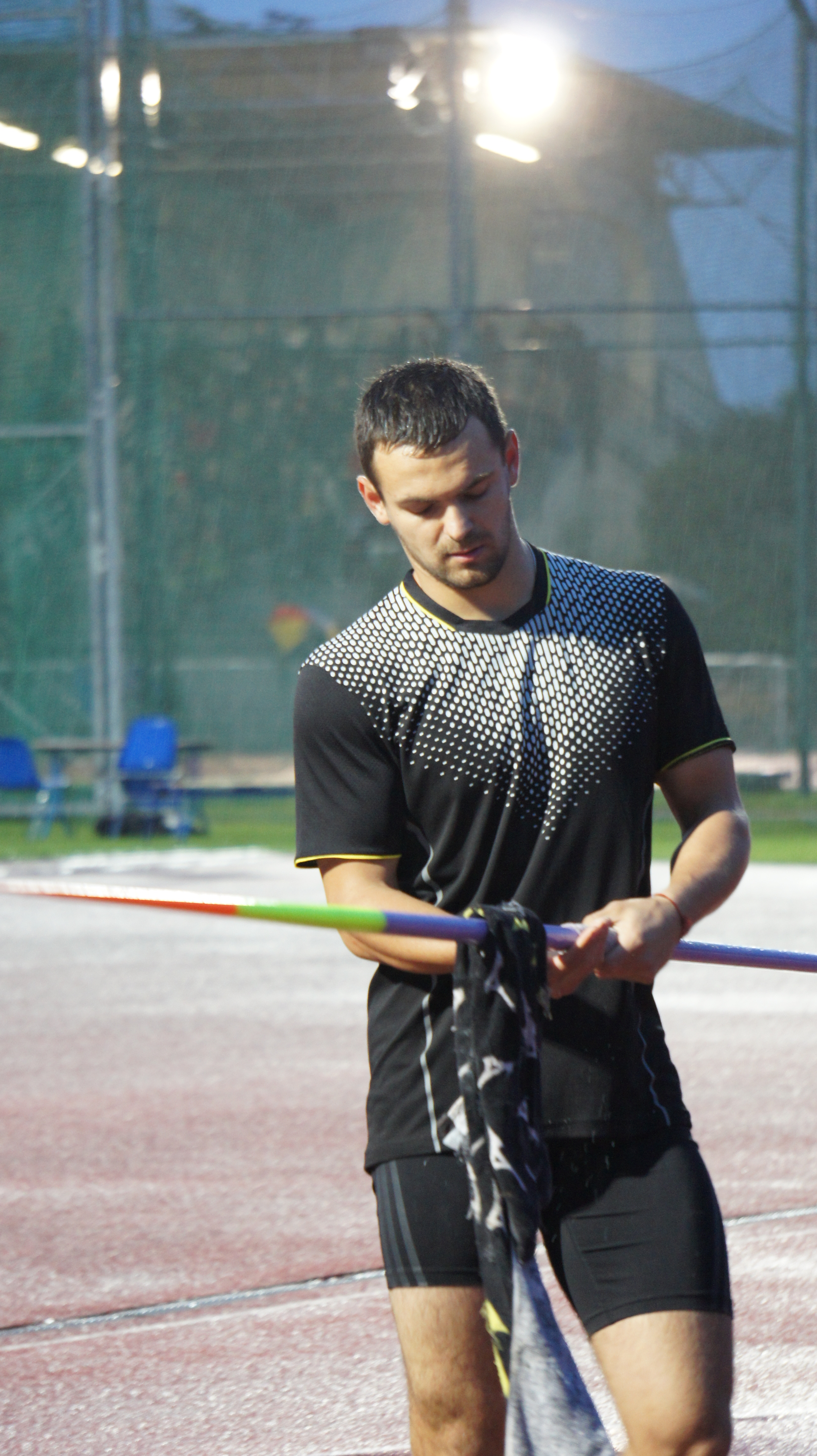
Роман Авраменко

С конца 2000-х сильнейшей на полуострове в метании копья была Вера Ребрик из Ялты, принявшая участие в Олимпийских играх 2008 и 2012 годов, и работавшая под руководством Ярослава Литвинова. Участниками Олимпийских игр 2008 года в Пекине также стали семиборка Людмила Блонская (Симферополь) и метатель копья Роман Авраменко (Кировское). Аврамченко тренировался под руководством Владимира Полешко из Сак. Блонская завоевала серебро, но впоследствии была лишена награды решением Международного олимпийского комитета за использование допинга и получила пожизненную дисквалификацию.
Ялта трижды принимала розыгрыши чемпионата Украины по лёгкой атлетике (2004, 2009, 2012). В марте 2007 года на ялтинском стадионе «Авангард» прошёл Кубок Европы по зимним метаниям, где выступили 194 метателя из 28 стран. Воспитанниками Алексея Савина из Симферополя являются Ксения Савина (призёр чемпионата Украины в беге на 800 метров), Анастасия Бондарь (рекордсменка Крыма в беге на 400 метров) и Александр Тарадин (призёр чемпионата России).
На Олимпийских играх 2016 года в Рио-де-Жанейро в беге на 3000 метров с препятствиями выступила керчанка Мария Шаталова.

### Российская Федерация

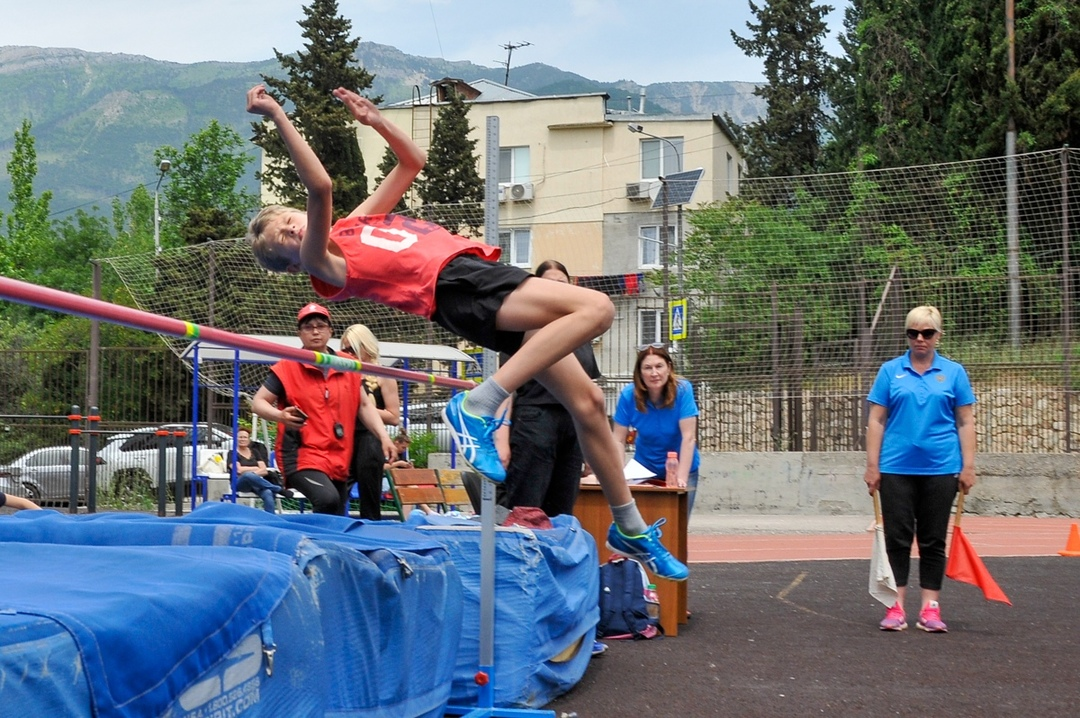
Прыжки в высоту среди юношей в Ялте, 2022 год

После присоединения Крыма к Российской Федерации крымским спортсменам, получившим российское гражданство, были обещаны льготы за призовые места в составе украинской сборной, а также дальнейшая социальная поддержка. По договору от 2015 года между Всероссийской федерацией легкой атлетики и Федерацией легкой атлетики Украины за переход в российскую спортивную юрисдикцию украинской стороне было уплачено около 170 тысяч долларов. Изъявили желание выступать за Россию Рустем Дремджи (метание копья), Евгений Семененко (тройной прыжок), Алексей Сокирский (метатель молота), спринтер Руслан Перестюк, многократный чемпион и призёр России в эстафете, бегуны на различные дистанции Александр Тарадин, Ксения Савина, Анастасия Бондарь, Фуад Фаржани и Валерия Мара.

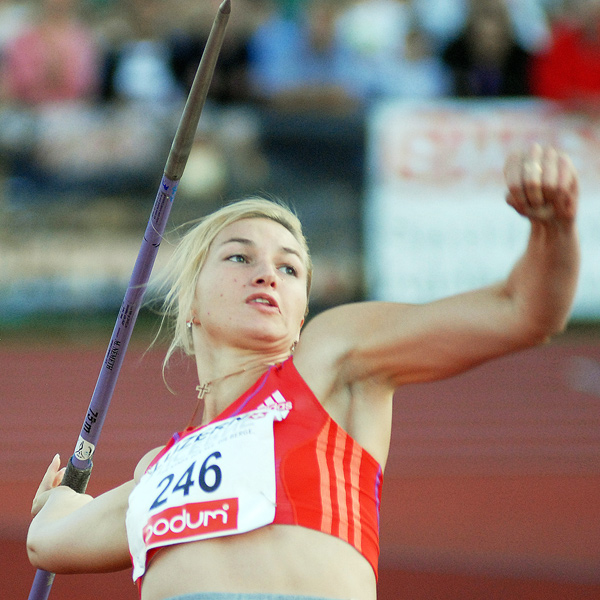
Вера Ребрик

В 2015 году была дисквалифицирована на четыре года за употребление допинга симферопольская бегунья Виолетта Демидович. Перешедшие под российский флаг легкоатлеты Вера Ребрик и Алексей Сокирский не смогли выступить на Олимпийских играх 2016 года в Бразилии из-за дисквалификации сборной России по лёгкой атлетике, связанной с допинговым скандалом.
Дисквалификацию на 12 лет получила крымская спортсменка Ксения Савина, также принявшая российское гражданство и становившаяся призёршей российских чемпионатов. Такое решение было принято в 2019 году в отношении легкоатлетки и её тренера-супруга, который получил дисквалификацию на четыре года. Савина в течение нескольких лет выступала на международных соревнованиях по украинским документам легкоатлетки Галины Сышко из Симферополя, которая завершила выступления в 2011 году. Также Савина употребляла допинг на международных турнирах, где завоёвывала призовые места.
По состоянию на 2023 год Крым и Севастополь не являлись членами Всероссийской федерации лёгкой атлетики, которая не принимает организации с полуострова для сохранения возможности вернуться в ряды членов Международной ассоциации легкоатлетических федераций. Легкоатлеты из Крыма при этом принимают участие во всероссийских соревнованиях как представители других регионов Южного федерального округа.

## Организации
На территории Крыма существует Крымская республиканская федерация лёгкой атлетики. Её президентом с 2012 года является Александр Баталин. В Севастополе существует собственная легкоатлетическая федерация, которую возглавляет Игорь Паклин.
С 2006 года работает Федерация легкой атлетики города Ялты. Президент — Валерий Коваленко, депутат Государственного совета Республики Крым от «Единой России».

## Соревнования
С 1985 года ежегодно в апреле администрацией города Симферополь среди студентов и школьников проводится легкоатлетический кросс памяти Бориса Хохлова, приуроченных к годовщине освобождения города Симферополя от фашистских захватчиков.
В Ялте на стадионе «Авангард» ежегодно проводится Открытый республиканский турнир по лёгкой атлетике «Крымская весна» среди юношей и девушек. В 2023 году он прошел 25-26 марта и принял 239 участников.
С 2005 года ежегодно Федерацией легкой атлетики Крыма проводятся Республиканские соревнования и Открытое первенство Симферополя по легкой атлетике «День барьериста» в барьерном беге и в беге с препятствиями. Соревнования проходят на базе легкоатлетического манежа имени Т. Корнева факультета физической культуры и спорта Таврической академии КФУ им. В. И. Вернадского и посвящены памяти тренера по легкой атлетике Владимира Дмитриевича Шаповалова.
С 2015 года в Республике Крым ежегодно проходит региональный забег Всероссийского мероприятия «Кросс нации». В 2023 году очередные соревнования прошли 16 сентября в городе Саки. В них участвовало 300 бегунов разных возрастов.

### Крымский осенний марафон
С 1984 года ежегодно Федерацией легкой атлетики Крыма и Министерством спорта Крыма проводится Крымский осенний международный марафон имени 1-го президента Крымской ассоциации бега Виктора Межака.
Крымский осенний марафон был впервые проведён 1984 году. Из-за сильной метели в 1993 года соревнования прошли в виде полумарафона в крытом манеже. С 1998 года крымский марафон носит имя первого президента Крымской ассоциации бега Виктора Петровича Межака.
| Год  | Время   | Мужчины              |         | Время                | Женщины |
| ---- | ------- | -------------------- | ------- | -------------------- | ------- |
| 2017 | 3:30:52 | Эбазер Фазилов       | 5:45:00 | Елизавета Михайленко |         |
| 2016 | 2:54:58 | Роман Салий          | 3:30:17 | Елена Скоблина       |         |
| 2013 | 2:59:22 | Максим Родионов      | 3:57:32 | Ольга Пенкина        |         |
| 2012 | 2:45:38 | Роман Салий          | 4:03:57 | Ольга Бильдюкевич    |         |
| 2011 | 2:46:12 | Евгений Глива        | 4:24:21 | Ольга Пенкина        |         |
| 2010 | 3:09:10 | Виктор Салиников     | 3:45:37 | Нина Митрофанова     |         |
| 2009 | 2:51:46 | Роман Салий          | 3:54:22 | Елена Бабенко        |         |
| 2008 | 3:11:25 | Александр Пухтинов   | 4:18:51 | Елена Капитонова     |         |
| 2007 | 2:57:36 | Виктор Демидович     | 3:32:49 | Нина Коврижкина      |         |
| 2006 | 2:44:45 | Виктор Лозовик       | 3:16:22 | Нина Коврижкина      |         |
| 2005 | 2:41:17 | Евгений Хапилин      | 3:28:25 | Валентина Давыдова   |         |
| 2004 | 2:52:24 | Вячеслав Семенов     | 3:09:27 | Нина Коврижкина      |         |
| 2003 | 2:27:03 | Сергей Крыжко        | 3:08:40 | Нина Коврижкина      |         |
| 2002 | 2:45:22 | Иван Шестакович      | 2:40:02 | Татьяна Булыщенко    |         |
| 2001 | 2:22:38 | К. Железнов          | 2:53:25 | Татьяна Булыщенко    |         |
| 2000 |         | Сергей Плохой        |         | Людмила Пучкина      |         |
| 1999 | 2:46:03 | Виктор Лозовик       | 3:22:30 | Елена Рожко          |         |
| 1998 | 2:34:02 | В. Дядченко          | 2:58:06 | Елена Рожко          |         |
| 1997 | 2:27:11 | Сергей Плохой        | 2:51:40 | Нина Коврижкина      |         |
| 1995 | 2:27:14 | Сергей Плохой        | 3:06:08 | В. Шестак            |         |
| 1994 | 2:21:23 | В. Кравцов           | 2:49:58 | Татьяна Булыщенко    |         |
| 1993 | 1:07:21 | Сергей Плохой        | 1:27:31 | Анжелика Аверкова    |         |
| 1992 | 2:27:11 | Виктор Демидович     | 3:31:30 | Зинаида Афанаскина   |         |
| 1991 | 2:19:54 | Андрей Ершов         | 2:53:25 | Наталья Гаврилова    |         |
| 1990 | 2:22:24 | Николай Горник       | 2:52:37 | Наталья Гаврилова    |         |
| 1989 | 2:22:24 | Валерий Михайловский | 3:15:00 | Светлана Лебединская |         |
| 1988 | 2:29:45 | Сергей Васильев      | 3:36:35 | Людмила Малофеева    |         |
| 1987 | 2:34:26 | Александр Овчаренко  | 3:54:00 | Нина Нагорная        |         |
| 1986 | 2:27:38 | Александр Овчаренко  | 3:33:30 | Лариса Черний        |         |
| 1985 | 2:34:32 | Георгий Михеев       | 2:58:03 | Нина Фесик           |         |
| 1984 | 2:54:10 | Олег Сайдаков        | 3:47:05 | Елена Вахрушева      |         |

## Рекорды Крыма
В списке рекордсменов указаны результаты на открытом воздухе по состоянию на 1 декабря 2018 года.

### Мужчины
| Дисциплина       | Результат | ФИО                                                                        | Дата       | Место          | Турнир                      |
| ---------------- | --------- | -------------------------------------------------------------------------- | ---------- | -------------- | --------------------------- |
| 100 м            | 10,26     | Руслан Перестюк                                                            | 20.06.2016 | Чебоксары      | Чемпионат России            |
| 200 м            | 20,82     | Руслан Перестюк                                                            | 21.07.2018 | Казань         | Чемпионат России            |
| 400 м            | 46,32     | Николай Грицай                                                             | 30.06.1990 | Москва         | Мемориал братьев Знаменских |
| 800 м            | 1:45,79   | Анатолий Решетняк                                                          | 31.08.1978 | Прага          | Чемпионат Европы            |
| 1000 м           | 2:17,3    | Анатолий Решетняк                                                          | 11.05.1980 | Киев           | Кубок Киева                 |
| 1500 м           | 3:42,3    | Юрий Корченков                                                             | 22.06.1976 | Киев           | Чемпионат СССР              |
| 3000 м           | 8:05,4    | Александр Мокринский                                                       | 29.06.1984 | Симферополь    | Чемпионат Крыма             |
| 5000 м           | 13:48,27  | Александр Мокринский                                                       | 26.05.1985 | Сочи           | Кубок СССР                  |
| 10 000 м         | 28:41,5   | Александр Мокринский                                                       | 25.05.1983 | Харьков        | ФСО «Спартак»               |
| полумарафон      | 1.02:58   | Александр Ершов                                                            | 02.02.1993 | Валенсия       |                             |
| марафон          | 2.15:09   | Виктор Демидович                                                           | 15.06.1985 | Могилёв        | Кубок СССР                  |
| 100 км           | 6.47:02   | Александр Осипов                                                           | 15.05.1999 | Нант           | Чемпионат мира              |
| 110 м с/б        | 13,22     | Сергей Демидюк                                                             | 31.08.2007 | Осака          | Чемпионат мира              |
| 400 м с/б        | 51,6      | Сергей Слепченко                                                           | 10.08.1982 | Симферополь    | Чемпионат ОД ВО             |
| 2000 м с/п       | 5:49,0    | Сергей Плохой                                                              | 12.03.1984 | Евпатория      | Первенство Украины          |
| 3000 м с/п       | 8:33,8    | Николай Драчев                                                             | 02.07.1968 | Ленинград      | Мемориал братьев Знаменских |
| прыжок в высоту  | 2,18      | Максим Пучко                                                               | 27.05.2000 | Симферополь    | Чемпионат Крыма             |
| прыжок с шестом  | 4,1       | Евгений Урюпин                                                             | 1997       | Киев           | Чемпионат Украины           |
| прыжок в длину   | 7,82      | Валерий Верескун                                                           | 09.08.1974 | Днепропетровск | Чемпионат Украины           |
| тройной прыжок   | 17,65     | Александр Яковлев                                                          | 06.06.1987 | Москва         | Мемориал братьев Знаменских |
| толкание ядра    | 18,86     | Сергей Пругло                                                              | 2005       | Киев           | Чемпионат Украины           |
| метание диска    | 62,74     | Сергей Пругло                                                              | 08.06.2004 | Николаев       | Зональный чемпионат Украины |
| метание молота   | 79,87     | Владимир Степочкин                                                         | 26.07.1991 | Одесса         | Чемпионат ВС СССР           |
| метание копья    | 84,48     | Роман Авраменко                                                            | 11.06.2013 | Беллинцона     | Gala Dei Castelli           |
| десятиборье      | 7362      | Никита Захарченко                                                          | 21.05.2018 | Адлер          | Кубок России по многоборьям |
| ходьба 20 км     | 1.36:47   | Алексей Абакумов                                                           | 20.09.1965 | Одесса         | Чемпионат УССР              |
| эстафета 4×100 м | 41,23     | Александр Рябцев Александр Турский Алексей Савин Олег Решетняк             | 06.07.2003 | Киев           | Чемпионат Украины           |
| эстафета 4×400 м | 3:11,7    | Анатолий Решетняк Станислав Добровольский Юрий Шмелов Юрий Акимочикин      | 1975       | Киев           | Спартакиада Украины         |
| эстафета 4×800 м | 7:17,6    | Анатолий Решетняк Анатолий Печерица Александр Матюшенко Александр Прудский | 08.1978    | Донецк         | Чемпионат УССР              |

### Женщины
| Дисциплина       | Результат | ФИО                                                               | Дата       | Место     | Турнир                      |
| ---------------- | --------- | ----------------------------------------------------------------- | ---------- | --------- | --------------------------- |
| 100 м            | 11,71     | Рута Лабус                                                        | 20.06.2016 | Чебоксары | Чемпионат России            |
| 200 м            | 23,37     | Инесса Грицай                                                     | 13.06.1992 | Грудзень  |                             |
| 400 м            | 52,52     | Анастасия Бондарь                                                 | 03.08.2015 | Чебоксары | Чемпионат России            |
| 800 м            | 1:59.97   | Ксения Савина                                                     | 29.07.2017 | Жуковский | Чемпионат России            |
| 1000 м           | 2:32,9    | Надежда Раллдугина                                                | 11.05.1980 | Киев      | Кубок Киева                 |
| 1500 м           | 3:56,63   | Надежда Раллдугина                                                | 18.08.1984 | Прага     | Дружба-84                   |
| 3000 м           | 8:49,17   | Надежда Раллдугина                                                | 25.05.1985 | Харьков   | Спартакиада Украины         |
| 5000 м           | 15:21,92  | Анна Педан                                                        | 01.08.1985 | Ленинград | Чемпионат СССР              |
| 10 000 м         | 32:23,20  | Татьяна Половинская                                               | 01.06.1988 | Сочи      | Кубок СССР                  |
| полумарафон      | 1.13:08   | Анжелика Аверкова                                                 | 25.03.2010 | Варшава   |                             |
| марафон          | 2.27:05   | Татьяна Половинская                                               | 23.09.1988 | Сеул      | Олимпийские игры            |
| 100 км           | 8.17:31   | Виктория Калюжная                                                 | 15.05.1999 | Нант      | Чемпионат мира              |
| 110 м с/б        | 13,6      | Татьяна Черемис-Новицкая                                          | 10.06.1988 | Сумы      | Спартакиада вузов Украины   |
| 400 м с/б        | 59,06     | Любовь Вдовенко-Шиндер                                            | 04.07.2004 | Ялта      | Чемпионат Украины           |
| 2000 м с/п       | 6:23,12   | Анжелика Аверкова                                                 | 11.06.1991 | Москва    | Кубок СССР                  |
| 3000 м с/п       | 9:38,91   | Валерия Мара                                                      | 03.07.2010 | Донецк    | Чемпионат Украины           |
| прыжок в высоту  | 1,9       | Ирина Михальченко                                                 | 26.08.1990 | Брянск    | Чемпионат СССР              |
| прыжок в длину   | 6,88      | Елена Митяева                                                     | 25.09.1982 | Рига      | Кубок Риги                  |
| тройной прыжок   | 14,5      | Наталья Ястребова                                                 | 01.06.2011 | Ялта      | Кубок Украины               |
| толкание ядра    | 21,08     | Валентина Федюшкина                                               | 15.05.1988 | Леселидзе | Чемпионат СССР              |
| метание диска    | 56,19     | Алёна Белякова                                                    | 28.06.2016 | Казань    | Юношеское первенство России |
| метание молота   | 62:83     | Ольга Клопова                                                     | 02.07.2001 | Киев      | Чемпионат Украины           |
| метание копья    | 67,3      | Вера Ребрик                                                       | 21.02.2016 | Адлер     | Зимний чемпионат России     |
| семиборье        | 5502      | Татьяна Черемис-Новицкая                                          | 05.07.1988 | Харьков   | Спартакиада Украины         |
| ходьба 5 км      | 22:30     | Наталья Ярошенко                                                  | 21.04.1985 | Русе      |                             |
| ходьба 10 км     | 46:23     | Наталья Ярошенко                                                  | 29.04.1987 | Русе      |                             |
| эстафета 4×100 м | 46,79     | Татьяна Праотцева Лариса Табачная Елена Перекотий Анна Горбань    | 15.06.1995 | Киев      | Чемпионат Украины           |
| эстафета 4×400 м | 3:46,27   | Ксения Сышко Анастасия Бондарь Анастасия Бударина Анна Пономарёва | 20.06.2008 | Ялта      | 2-й этап Кубка Украины      |